# رینو فرراریو
رینو فرراریو (به ایتالیایی: Rino Ferrario) بازیکن فوتبال و اهل ایتالیا است که از سال ۱۹۵۲ میلادی عضو تیم ملی فوتبال ایتالیا بوده و در ۱۰ بازی ملی حضور داشته‌است. او در بازی‌های ملی‌اش گلی به ثمر نرساند.
رینو فرراریو آخرین بازی ملی خود را در سال ۱۹۵۸ میلادی انجام داد.